# Принс Алберт (Саскачеван)
Принс Алберт (енгл. Prince Albert) је трећи по величини град у канадске провинције Саскачеван. Лежи у готово самом географском центру провинције на обалама реке Северни Саскачеван, 140 км северно од највећег града у провинцији Саскатуна. Важан је саобраћајни центар и често га називају капијом ка северу јер представља последње веће градско средиште на путу ка северном делу провинције.
Свега 50 км северозападно од града налази се подручје националног парка Принс Алберт познатог по бројним језерима, густим шумама и богатим животињским светом. У географском погледу град се налази у прелазној зони између шумостепе и четинарских бореалних шума.

## Историја
Први Европљанин који је путовао кроз ово подручје био је енглески истраживач Хенри Келси 1692. године. Амерички трговац крзнима Питер Понд је 1776. на месту савременог насеља подигао мању трговачку станицу за трговину крзнима. Први становник у овом подручју био је радник Компаније Хадсоновог залива Џејмс Избистер који је ту 1862. основао фарму а убрзо му се придружила и мања група и тако је настало Избистерово насеље. Године 1866. ту се доселила група људи предвођена шкотским презбитеријанским мисионаром Џејмсом Нисбетом која је источно од постојећег насеља основала мисионарско насеље чији циљ је било преобраћење локалних домородачких становника.
Нисбет је новооснованом насељу дао име Принс Алберт у част супруга краљице Викторије, принца Алберта Саксен-Кобурга који је преминуо неколико година раније. Раније те године локални масони су ту основали и прву велику ложу на подручју данашњег Саскачевана (Кинистинска ложа број 1).
Године 1885. насеље је добило административни сттаус варошице, а већ следеће године постао је и главна база канадске Северозападне коњичке полиције. Након што је у октобру 1890. до града стигла и прва железничка линија, Принс Алберт је почео убрзано да се развија.
Варошица и службено постаје град 8. октобра 1904. године. Градња хидроелектране Ла Кол Фолс требало је да обезбеди довољне количине јефтине електричне енергије за интензивнији развој привреде у граду и околини. Међутим, тај скупи пројекат не да није позитивно утицао на развој привреде, него је град довео до руба банкрота 1913, пројекат је напуштен, а остаци бране опстали су до данас.
Принс Алберт је био центар Регије Саскачеван основане 1882. која је као административна јединица Северозападних територија постојала од 1882. до 1905. када је основана провинција Саскачеван, а за њен главни град одабрана Реџајна.

## Демографија
Према резултатима пописа становништва из 2011. у граду је живело 35.129 становника у укупно 14.779 домаћинстава, што је за 2,9% више у односу на 34.127 житеља колико је регистровано 
приликом пописа 2006. године.
| 2001.  | 2006.  | 2011.  |
| ------ | ------ | ------ |
| 34,291 | 34,138 | 35,129 |